# Miss Slovenije 1989
Miss Slovenije 1989 je bilo lepotno tekmovanje, ki je potekalo 23. junija 1989 v dvorani Tabor v Mariboru.
Zmagovalko Anko Kocmur iz Maribora so kronali in ji predali žezlo.
Prireditev sta vodila Stojan Auer in Barbara Jerman.

### Priprave in oblačila
Koreografijo tekmovalk je ustvarila mariborčanka Ana Žvorc, vadile so jo dva dneva. Nosile so oblačila znamke Labod, imele so še izhod v kopalkah.

### Nagrade
Kocmurjeva je za nagrado dobila 2.000.000, kasneje pa še 1.000.000 dinarjev, zlat nakit, potovanje v Pariz, obleko tovarne modnih oblačil in 58 kilogramov mesnih izdelkov.

### Zabavni program
Peli so Simona Weiss, Marjan Smode, Stane Vidmar, Stanka Kovačič in Krunoslav Slabinac. Nastopili so komiki Vinko Šimek, Tone Fornezzi-Tof in Simona Vodopivec. Kaj je predstavil nenavadne rekorderje v dojenju, dolžini las, igranju na porokah itd..

## Miss Jugoslavije 1989
Tekmovanje je bilo 3. septembra 1989 v dvorani Vatroslav Lisinski v Zagrebu. Organiziral ga je sarajevski tabloid As.
Naslov miss fotogeničnosti je podelila žirija profesionalnih fotoreporterjev.

### Uvrstitve
- zmagovalka in miss fotogeničnosti Aleksandra Dobraš, 17 let, Banja Luka
- 1. spremljevalka Dragana Živić, 19 let, Pečinci
- 2. spremljevalka Antonela Botica, 19 let, Metkovići

## Vir
- str. 1 in 12, Tednik (Ptuj), 29. junij 1989, letnik 42, številka 24, Dokument v zbirki Digitalne knjižnice Slovenije.
- Miss Jugoslavije je Aleksandra Dobraš, str. 2, Delo, letnik 31, številka 204, Dokument v zbirki Digitalne knjižnice Slovenije.